# Faro di Capo Carbonara
Il faro di  Capo Carbonara (in sardo Faru de Cabu Crabonaxa) è situato nella Sardegna sud-orientale sul promontorio omonimo a pochi chilometri da Villasimius.

## Storia
Il faro è attivo dal 1917. È costituito da una torre rotonda in muratura alta 5 metri con al di sopra la lanterna. Adiacente alla torre si trova l'edificio con gli alloggi per gli addetti al faro. Il faro fa capo al Comando di Zona Fari della Marina Militare con sede a La Maddalena (che si occupa di tutti i fari della Sardegna), Reggenza di Cagliari.

## Architettura
Il faro è dotato di un'ottica rotante che emette lampi di luce bianca di durata 0,3 secondi a intervalli di 7,5 secondi. Il piano focale si trova a 120 metri sul livello del mare. Il faro ha una portata di 23 miglia marine, ed è pertanto definito faro d'altura.
È dotato di una lanterna di riserva che ha una portata di 18 miglia.